# Yardenit

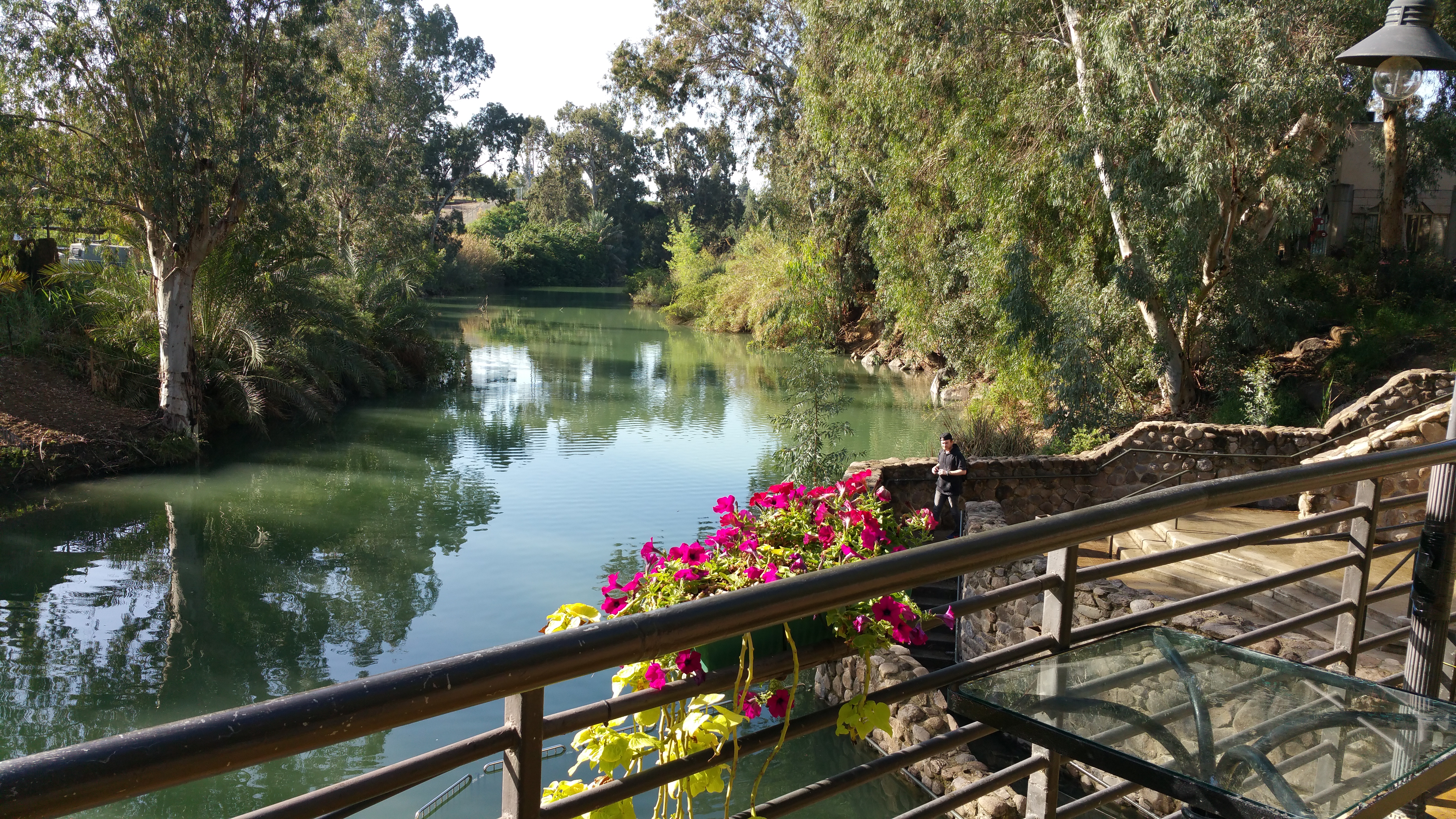
Il sito battesimale di Yardenit

Yardenit (Ebraico: ירדנית) è un sito di battesimo frequentato da pellegrini cristiani. È situato lungo il corso del Giordano, in Galilea, nella parte settentrionale di Israele. Il sito è a sud dello sbocco fluviale del lago di Tiberiade, vicino al Kibbutz Kvutzat Kinneret, che gestisce il sito.

## Storia
Secondo la tradizione cristiana, il battesimo di Gesù (Matteo, 3: 13-17) avvenne in Qasr el Yahud, a nord del Mar Morto e a est di Gerico. Per secoli, Qasr el Yahud fu il più importante sito battesimale per i pellegrini, e monasteri e foresterie vennero costruiti nei dintorni. Al-Maghtas è una delle prime strutture religiose connesse al battesimo nella parte orientale del Giordano, ma dopo la conquista musulmana i luoghi di culto vennero trasferiti sulla riva occidentale.
Dopo la Guerra dei Sei Giorni, Qasr el Yahud cadde sotto il dominio israeliano. A causa degli scavi e delle attività militari, il Ministero israeliano del Turismo istituì Yardenit come meta di pellegrinaggio alternativa nel 1981. Yardenit divenne il primo sito di battesimo regolamentare nella sponda israeliana del Giordano. Qasr el Yahud riaprì nel 2011. Nel 2015 l'UNESCO dichiarò Al-Maghtas e Jabal Mar-Elias, nella sponda orientale del fiume, patrimonio dell'umanità.
Il sito battesimale di Yardenit ospita correntemente una media di 400.000 turisti all'anno, e attrae seguaci di tutte le fedi.

## Galleria d'immagini

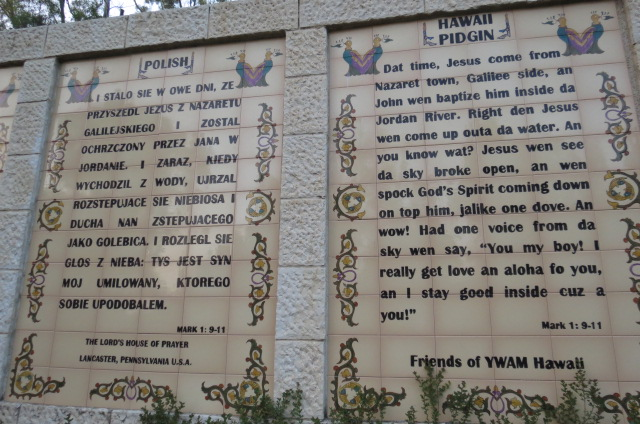
Versi del nuovo testamento sul battesimo di Gesù
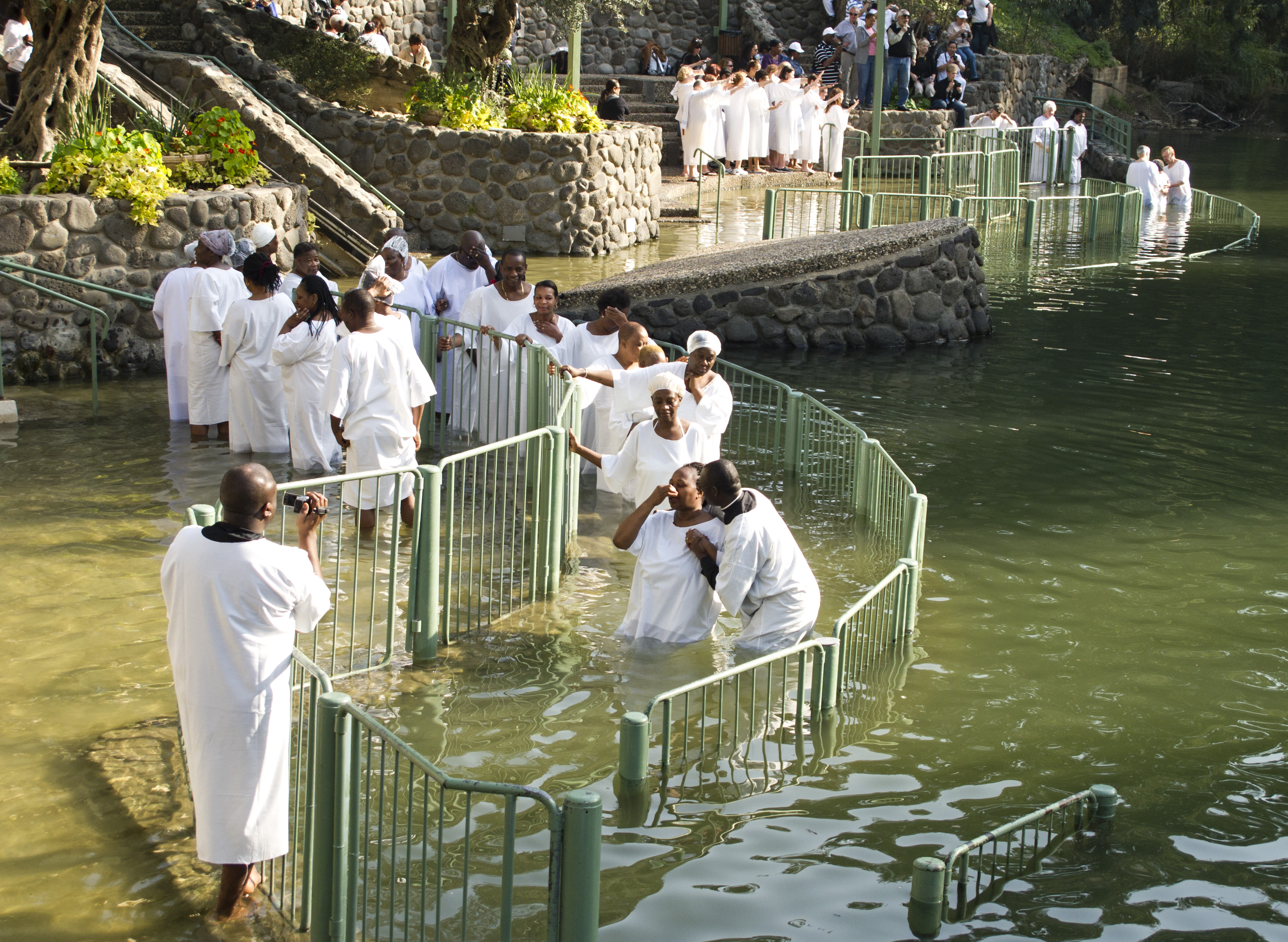
Cerimonia battesimale a Yardenit